# IROC XVII

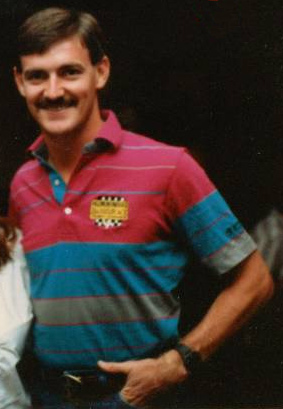
Le pilote Davey Allison.

La 17e édition de l'International Race of Champions, disputée en 1993, a été remportée à titre posthume par l'Américain Davey Allison. Tous les pilotes  conduisaient des Dodge Daytona.

## Courses de l'IROC XVII
| Date            | Lieu       | Vainqueur     | Nationalité | Championnat d'origine |
| 12 février 1993 | Daytona    | Bill Elliott  | États-Unis  | Winston Cup (NASCAR)  |
| 27 mars 1993    | Darlington | Davey Allison | États-Unis  | Winston Cup (NASCAR)  |
| 1er mai 1993    | Talladega  | Al Unser Jr.  | États-Unis  | CART                  |
| 31 juillet 1993 | Michigan   | Geoff Brabham | Australie   | IMSA                  |

## Classement des pilotes
| Classement | Pilote                | Pays       | Championnat          | Points |
| ---------- | --------------------- | ---------- | -------------------- | ------ |
| 1er        | Davey Allison         | États-Unis | Winston Cup (NASCAR) | 63     |
| 2e         | Al Unser Jr.          | États-Unis | CART                 | 60,5   |
| 3e         | Bill Elliott          | États-Unis | Winston Cup (NASCAR) | 50     |
| 4e         | Ricky Rudd            | États-Unis | Winston Cup (NASCAR) | 49     |
| 5e         | Alan Kulwicki         | États-Unis | Winston Cup (NASCAR) | 47     |
| 6e         | Geoff Brabham         | Australie  | IMSA                 | 44     |
| 7e         | Harry Gant            | États-Unis | Winston Cup (NASCAR) | 44     |
| 8e         | Jack Baldwin          | États-Unis | SCCA                 | 37     |
| 9e         | Davy Jones            | États-Unis | IMSA                 | 34     |
| 10e        | Juan Manuel Fangio II | Argentine  | IMSA                 | 27     |
| 11e        | Arie Luyendyk         | Pays-Bas   | CART                 | 24,5   |
| 12e        | Al Unser              | États-Unis | CART                 | 21     |

Notes:
- Après avoir trouvé la mort le 13 juillet 1993 dans un accident d'hélicoptère, Davey Allison fut remplacé lors de la dernière course de la saison par Terry Labonte. Les points inscrits par Labonte furent ajoutés au total d'Allison, qui remporta ainsi le championnat à titre posthume.
- Après s'être tué le 1er avril 1993 dans un accident d'avion, Alan Kulwicki fut remplacé lors des deux dernières manches de la saison par Dale Earnhardt. Les points inscrits par Earnhardt furent ajoutés au total de Kulwicki.
- À Darlington, blessés, Al Unser Jr. et Arie Luyendyk furent respectivement remplacés par Dale Earnhardt et Rusty Wallace. Classés 2e et 4e, Wallace et Earnhardt ne marquèrent pas de points. Quant à Unser Jr. et Luyendyk, ils se virent attribués les points cumulés des 11e et 12e places, divisés par 2. Malgré trois participations sur quatre, Dale Earhnardt ne figure donc pas au classement officiel du championnat de l'IROC XVII.
- Juan Manuel Fangio II déclara forfait pour la dernière manche de la saison. Il ne fut pas remplacé et reçut les points de la 12e place.